# Jimmy Settle
James Settle dit Jimmy Settle est un footballeur anglais, né le 5 septembre 1875 à Millom dans le Cumberland et mort le 1er juin 1954 à Farnworth dans le Lancashire. Il évolue au poste d'attaquant de la fin des années 1890 à la fin des années 1900.
Après des débuts au Bolton Wanderers FC, il joue notamment au Bury FC puis, fait l'essentiel de sa carrière au Everton FC. Il termine sa carrière au Stockport County FC.
Il compte six sélections pour six buts inscrits en équipe d'Angleterre de 1899 à 1903.

## Biographie
Jimmy Settle nait en septembre 1875 à Millom dans le Cumberland. Attaquant très rapide, il commence sa carrière au Bolton Wanderers FC où il dispute treize rencontres pour quatre buts inscrits lors de la saison 1894-1895. L'année suivante, il rejoint le club de non-league du Halliwell FC où il évolue jusqu'en janvier 1897. Il s'engage ensuite avec le Bury FC où il inscrit vingt-huit buts en 63 rencontres. Il connaît lors de cette saison sa première sélection en équipe d'Angleterre, le 18 février 1899, lors d'une rencontre face à l'Irlande. Les Anglais l'emportent treize buts à deux dans cette rencontre comptant pour le British Home Championship, Jimmy Settle inscrivant un triplé. Il dispute les deux autres rencontres de la compétition et inscrit un autre but face à l’Écosse, le 8 avril 1899.
Il signe pour 400 livres au Everton FC en 1899 et devient, la saison suivante, capitaine de l'équipe en remplacement de Jack Taylor (en). En 1902, Everton FC termine deuxième du championnat à trois points du Sunderland AFC. Jimmy Settle finit meilleur buteur de la compétition avec dix-huit buts inscrits. Lors de cette saison, il connaît deux autres sélections en équipe nationale dans le cadre du British Home Championship. Il inscrit, le 5 avril 2002, le seul but anglais face à l’Écosse lors du désastre d'Ibrox. Ce match est annulé et rejoué le 3 mai 1902 et se conclut sur un match nul deux buts partout, Jimmy Settle inscrivant le premier but anglais. Son dernier appel en sélection a lieu le 14 février 1903 face à l'Irlande. En club, il termine de nouveau vice-champion en 1905 puis, remporte la Coupe d'Angleterre en 1906. Il est également finaliste de cette compétition la saison suivante.
En 1908, après 269 rencontres et 97 buts inscrit sous le maillot d'Everton FC, Jimmy Settle rejoint Stockport County FC. Il met fin à sa carrière de joueur professionnel en mai 1909. Il meurt en juin 1954 à Farnworth dans le Lancashire.

## Palmarès
Everton FC
- Vice-champion du Championnat d'Angleterre de football (2) :
  - 1902 & 1905.
- Meilleur buteur du Championnat d'Angleterre de football (1) :
  - 1902: 18 buts.
- Vainqueur de la FA Cup (1) :
  - 1906.
- Finaliste de la FA Cup (1) :
  - 1907.

Il compte six sélections pour six buts inscrits en équipe d'Angleterre et remporte le British Home Championship en 1899.